# Marson
Marson es una comuna francesa situada en el departamento de Marne, en la región de Gran Este.

## Demografía
| 263 | 259 | 276 | 269 | 275 | 293 | 279 |
| Para los censos de 1962 a 1999 la población legal corresponde a la población sin duplicidades (Fuente: INSEE [Consultar]) |     |     |     |     |     |     |